# Paul Toscano
Paul Toscano est un violoniste tzigane qui fut un des grands animateurs de la musique tzigane en France et en Europe dans la seconde moitié du XXe siècle.

## Biographie
La musique tzigane n'a pas quitté les cabarets parisiens avec la Seconde Guerre mondiale. Paul Toscano en est un des piliers, avec d'autres musiciens comme Yoska Nemeth, Mirko Layosh. Les microsillons n'en sont qu'à leurs débuts, et il n'existe que peu de témoignages enregistrés de sa musique. Il obtient entre autres le premier prix de la "musique de genre" dès la fin des années quarante.
Il fréquente les cabarets tziganes à Paris, le Dianarzade en 1951-52, puis le cabaret-restaurant le Raspoutine dont il dirige l'orchestre tzigane. Il apparaît pour la première fois au cinéma dans Quai des Orfèvres en 1947, et sa carrière sera jalonnée également d'émissions télévisées : pour l'ORTF en 1967, puis en 1977 et jusque dans les années 1980.

## Filmographie
- 1947 : Quai des Orfèvres d'Henri-Georges Clouzot
- 1954 : Scènes de ménage d'André Berthomieu
- 1968 : Mazel Tov ou le Mariage de Claude Berri
- 1986 : Le Caviar rouge de Robert Hossein

## Discographie
Paul Toscano a laissé peu d'enregistrements :
- Toscano et ses tziganes - Mercury N° MLP 7014
- Toscano et son orchestre tzigane - Musique tzigane - Mercury N° MLP 7075
- Voyage tzigane - Musidisc CV1042 - réédition partielle du précédent
- Les Rois du tzigane - Compilation avec Yoska Nemeth et Mathias Jonas, d'abord en vinyle puis en CD
- Folklore roumain - Anne Nicolas (Ana Nicolau en roumain) accompagnée par l'orchestre Paul Toscano - Barclay Disques (disque de phonographe en ébonite)
- Play, Gypsy - Toscano and His Orchestra - PDL85042 - Felsted Records, London, England